# Krombekspotlijster
De krombekspotlijster (Toxostoma curvirostre) is een vogelsoort uit de familie Mimidae die voorkomt in het zuidwesten van de Verenigde Staten en het noorden van Mexico.
De soort telt zeven ondersoorten:
- T. c. palmeri: van de zuidwestelijke Verenigde Staten tot centraal Sonora.
- T. c. maculatum: zuidelijk Sonora, zuidwestelijk Chihuahua en noordelijk Sinaloa.
- T. c. insularum: de eilanden nabij de kust van centraal Sonora.
- T. c. occidentale: het westelijke deel van Centraal-Mexico.
- T. c. celsum: de zuidelijk-centrale Verenigde Staten en het noordelijke deel van Centraal-Mexico.
- T. c. oberholseri: zuidelijk Texas en noordoostelijk Mexico.
- T. c. curvirostre: centraal en het zuidelijke deel van Centraal-Mexico.

## Galerij

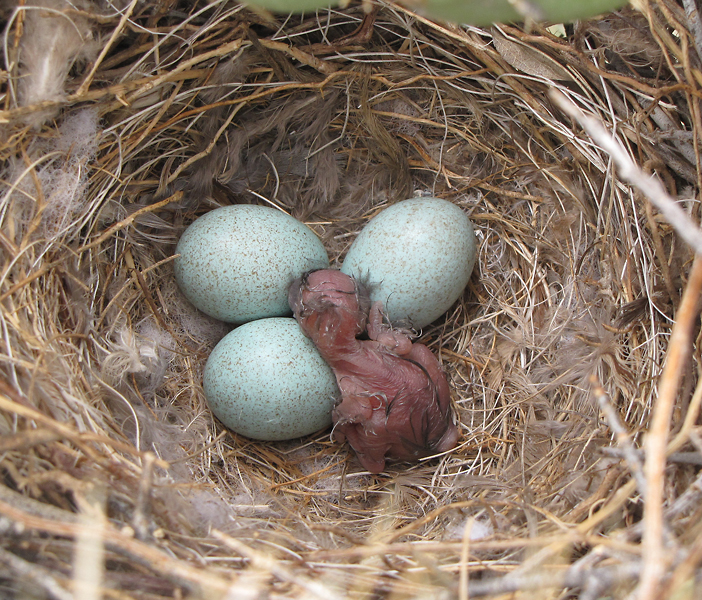
Nest met eieren en een kuiken
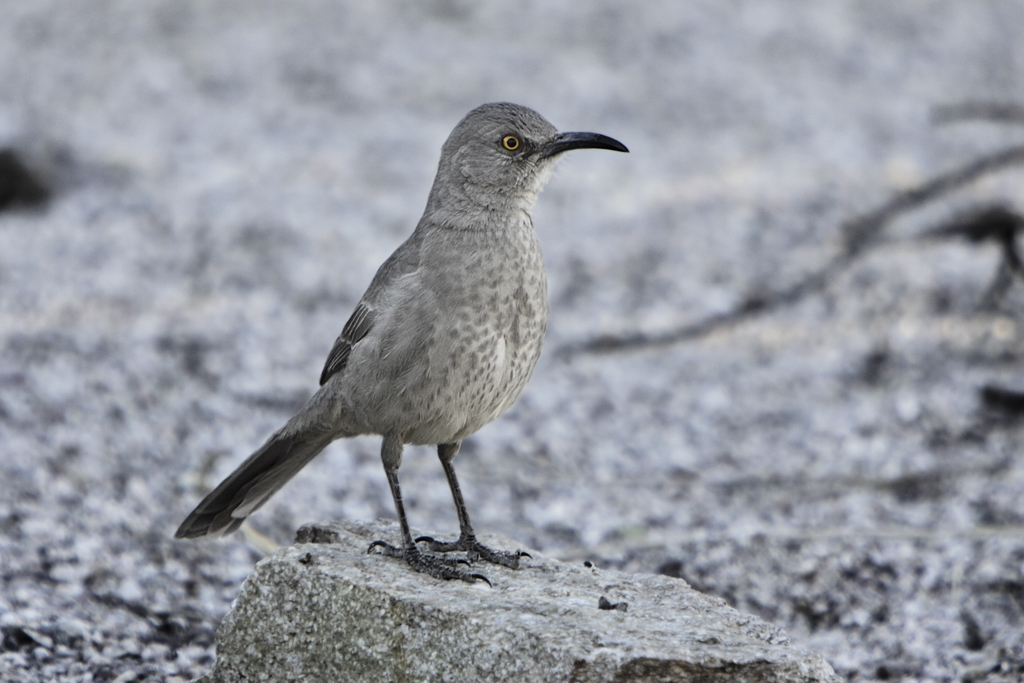
Krombekspotlijster